# Herstappe
Herstappe est une commune à statut linguistique spécial située en Région flamande dans la province de Limbourg. Il s'agit d'une des communes offrant des facilités linguistiques à sa population francophone.
Constituée d'un seul village, Herstappe est la commune la plus faiblement peuplée de Belgique. La spécificité du régime linguistique de la commune n'a pas permis à celle-ci de fusionner en 1977 avec la ville voisine de Tongres.
Son histoire est liée à celle de Tongres et des communes avoisinantes mais aussi de la Hesbaye. En effet, la commune est caractérisée par une architecture typiquement hesbignonne.
Son économie est logiquement dirigée vers l'agriculture. La commune ne compte en effet aucun commerce ni service public. La poste n'est ouverte qu'un jour par semaine et le poste de police ne compte aucun policier.
On parle souvent de la commune comme étant « la seule où les habitants ne votent presque jamais », alors que c'est un devoir obligatoire en Belgique, mais le nombre d'habitants trop faible fait que les élections communales n’ont pas eu lieu en 2012.

## Toponymie
Le nom de la commune proviendrait de Heir-stapel et qui fait référence à un « lieu de rassemblement romain le long de l'ancienne voie romaine»,. Au XIIe siècle, il est mentionné Haristaplia, stapol désignant à la fois le pilier ou le poteau auquel l'écu emblématique était accroché. C'est en 1143 que la forme Herstappe est mentionnée pour la première fois, ce qui donnera le nom actuel.

## Géographie
La commune est la plus petite de Belgique par rapport à sa population et la troisième par rapport à sa superficie, derrière Saint-Josse-ten-Noode et Koekelberg. Contrairement aux autres communes, elle n'est pas divisée en quartiers, en sections ou en lieux-dits, elle représente une seule localité à la fois.

Vues de la commune
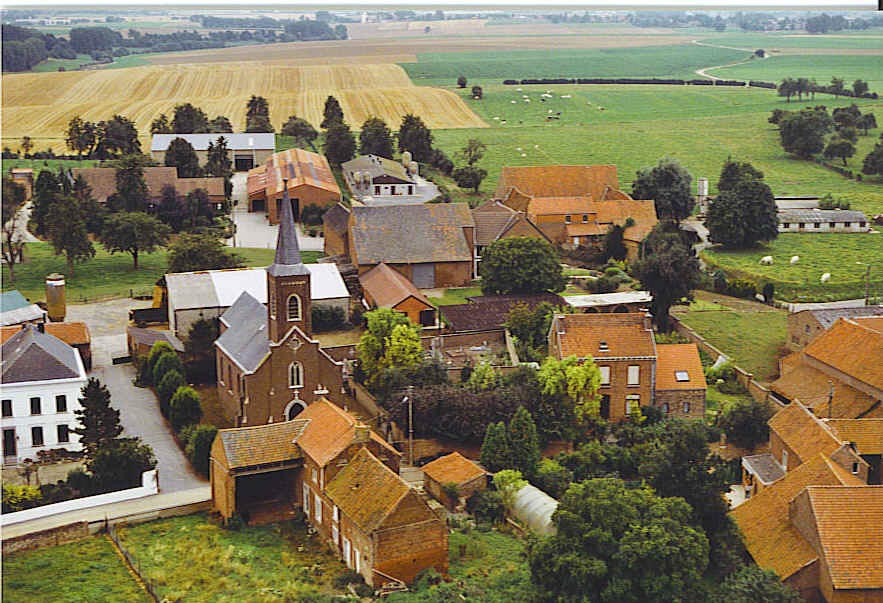
Vue d'une partie de la commune.
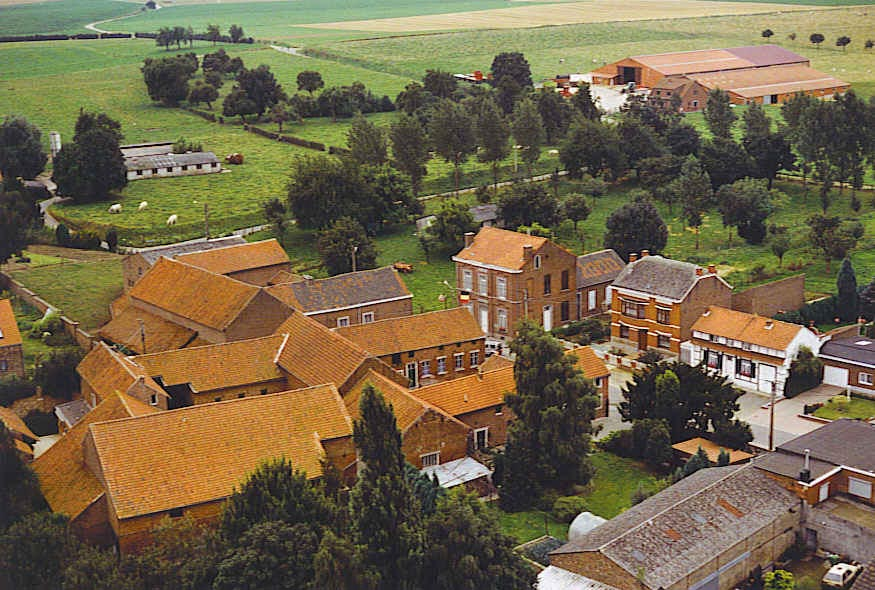
Vue d'une autre partie de la commune.

### Localisation
La commune est située dans l'est de la Belgique, entre Tongres et Waremme (dans un axe sud-ouest - nord-est) et entre Saint-Trond et Liège (dans un axe nord-ouest - sud-est).
Elle se situe au cœur d'un triangle formé de routes nationales reliant Tongres à Liège pour la route nationale 20, Liège à Saint-Trond pour la route nationale 3 et Waremme à Tongres pour la route nationale 69.

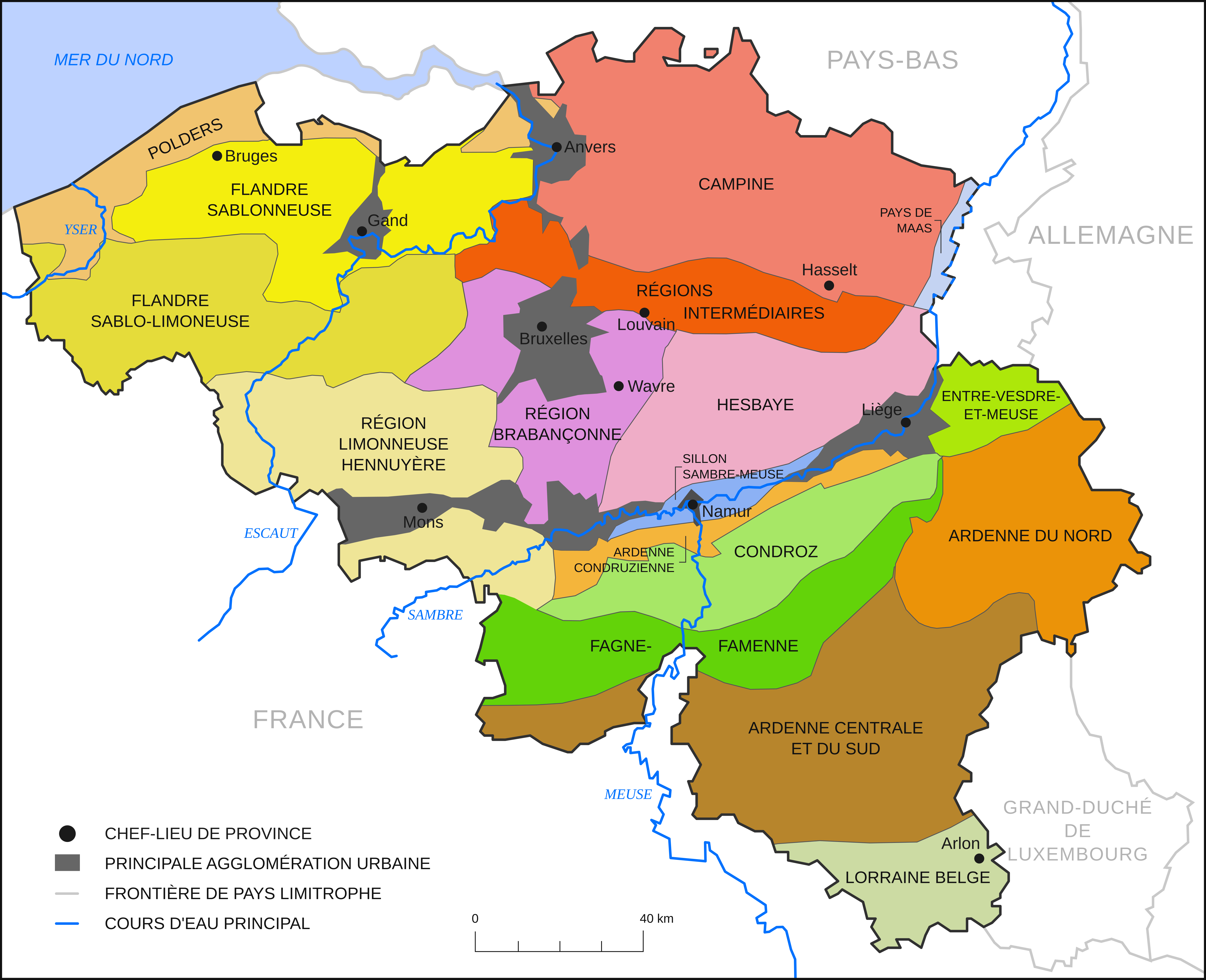
D'un point de vue de la carte des régions naturelles, Herstappe se situe dans un axe verticale par rapport à Hasselt au milieu de la partie rose correspondant à la Hesbaye.

Elle se situe en plein milieu de la Hesbaye.
En distances orthodromiques, elle est distante de 6,5 km de Tongres (chef-lieu de l'arrondissement), de 23,4 km d'Hasselt (chef-lieu de la province), de 90,3 km d'Anvers (ville la plus peuplée de Flandre), de 76,7 km de Bruxelles (capitale de la Belgique et de la région flamande), de 18,3 km des Pays-Bas (Eijsden), pour l'Allemagne, de 39,3 km (Aix-la-Chapelle en passant par les Pays-Bas) ou de 41,9 km (Les Trois Bornes - tripoint Allemagne, Belgique et Pays-Bas), de 72,4 km du Luxembourg (Troisvierges), de 74,6 km de la France (Givet) et de 160,8 km de la côte belge (Knocke-Heist).

### Communes limitrophes
|                                     | Tongres   |                                       |
|                                     | Herstappe |                                       |
| Awans (Wallonie, Province de Liège) |           | Crisnée (Wallonie, Province de Liège) |

### Géologie et relief
Herstappe est, tout comme Tirlemont, Jodoigne, Fleurus, Ans, Saint-Trond, Gembloux et 56 autres communes, une commune hesbignonne.
Sur la carte des sols de la Belgique, la Hesbaye liégeoise est découpée en planchettes. La commune appartient partiellement à celle de Momalle. Les communes de cette planchette font partie de la province de Liège à l'exception de Lowagie et de Russon (toutes deux sections de Tongres). D'un point de vue du relief, à partir du faîte du plateau hesbignon, à Velroux, le plateau s'incline vers le nord-ouest et atteint les 120 mètres de hauteur entre Hodeige et Herstappe.
Les vergers occupaient 23% du territoire de la commune en 1967, 10 ans avant la fusion des communes.

### Hydrographie
La commune ne compte aucun point d'eau ni cours d'eau sur son territoire.
La commune fait partie des bassins hydrographiques du Geer et du Heeswater . Elle fait partie du grand bassin hydrographique de la Meuse.

### Climat
D'après la classification de Köppen, le climat de la commune est de type océanique avec été tempéré (Cfb). En moyenne, la température est de 10,5 °C. En moyenne, le mois d'avril est le plus sec, avec 50,3 mm de pluie par an tandis que le mois de septembre est le plus pluvieux avec une moyenne de 85,2 mm de pluie par an. Le mois de juillet est le plus chaud avec une température moyenne de 18,5 °C tandis que le mois de janvier est le plus froid avec une température moyenne de 3 °C. Juin est le mois le plus ensoleillé.
| Mois                              | jan. | fév. | mars | avril | mai  | juin | jui. | août | sep. | oct. | nov. | déc. | année |
| --------------------------------- | ---- | ---- | ---- | ----- | ---- | ---- | ---- | ---- | ---- | ---- | ---- | ---- | ----- |
| Température minimale moyenne (°C) | 1    | 1    | 3    | 5     | 9    | 12   | 14   | 13   | 11   | 8    | 4    | 2    | 6,9   |
| Température moyenne (°C)          | 3    | 4    | 6,5  | 9,5   | 13,5 | 16,5 | 18,5 | 18   | 15   | 11,5 | 6,5  | 4    | 10,5  |
| Température maximale moyenne (°C) | 5    | 7    | 10   | 14    | 18   | 21   | 23   | 23   | 19   | 15   | 9    | 6    | 14,2  |
| Humidité relative (%)             | 61,6 | 63,6 | 57,2 | 50,3  | 52,6 | 63,3 | 73,3 | 77,1 | 85,2 | 67,7 | 58,4 | 74,9 | 65,4  |

### Urbanisme

#### Morphologie urbaine
Herstappe ne se situe pas dans une continuité urbaine comme c'est le cas pour le sillon Sambre-et-Meuse ou la continuité urbaine Anvers-Malines-Bruxelles-Hal. Les habitations sont regroupées le long d'une artère traversant la commune d'ouest en est (rue du Village). Le seul bâtiment excentré du village est une ferme qui se situe à une cinquantaine de mètres de l'artère principale. Le reste de la commune est constitué de champs. Son église semble percer le ciel dans le paysage hesbignon avoisinant.

La commune est d'une telle petite taille tant en superficie qu'en population que la poste, le poste de police et les institutions herstapiennes se situent dans un seul bâtiment qui pourrait être confondu avec une simple maison si les drapeaux belge et européen ne flottaient pas sur la façade.

Vues de l'hôtel communal
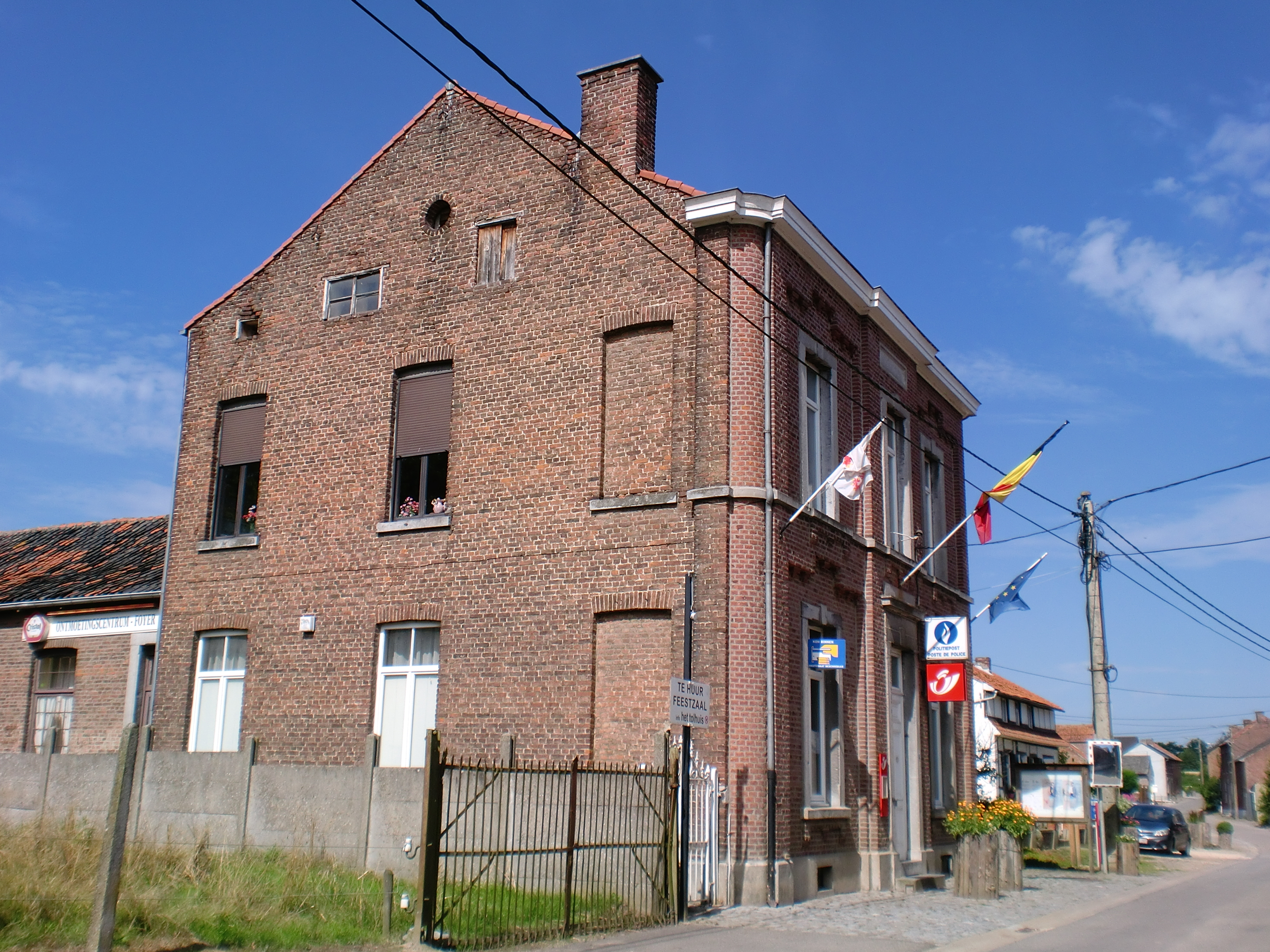
La maison communale, la poste et la police actuellement.
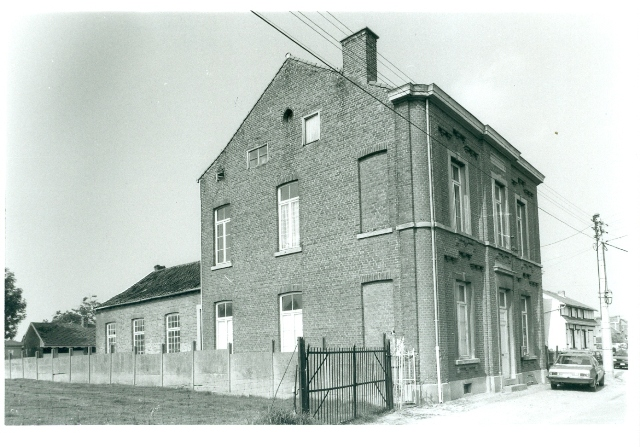
Vue ancienne du bâtiment avec qu'il ne devienne un hôtel communal.

#### Occupation du sol
En 2011, la commune ne compte aucun appartement ou building, seulement des maisons. Il n'y a aucun bâtiment industriel ni immeuble de bureaux ou bâtiment commercial ni bâtiment public. Elle ne compte que des habitations et des fermes. L'agriculture étant la principale activité économique de la commune.
|                                | Superficie (ha) en 2001 | % du total en 2001 | Superficie (ha) en 2011 | % du total en 2011 |
| ------------------------------ | ----------------------- | ------------------ | ----------------------- | ------------------ |
| Total des parcelles non bâties | 119,4                   | 88,1%              | 119,3                   | 88,1%              |
| Total des parcelles bâties     | 8,8                     | 6,5%               | 8,8                     | 6,5%               |
| Superficie non cadastrée       | 7,3                     | 5,4%               | 7,3                     | 5,4%               |
| Superficie totale              | 135,5                   | 100%               | 135,5                   | 100%               |

|                                                           | Superficie (ha) en 2001 | % du total | Superficie (ha) en 2011 | % du total en 2011 |
| --------------------------------------------------------- | ----------------------- | ---------- | ----------------------- | ------------------ |
| Maisons et fermes                                         | 7,6                     | 5,6%       | 7,5                     | 5,6%               |
| Annexes, y compris les serres                             | 1                       | 0,8%       | 1,1                     | 0,8%               |
| Bâtiments commerciaux                                     | 0                       | 0%         | 0,1                     | 0,1%               |
| Bâtiments destinés à l'enseignement, recherche et culture | 0,1                     | 0%         | 0,1                     | 0%                 |
| Total des parcelles bâties                                | 8,8                     | 6,5%       | 8,8                     | 6,5%               |

#### Logements
Moins d'une trentaine d'habitations se situent dans la commune, principalement dans la rue du Village. Une petite partie des maisons sont mitoyennes et une autre petite partie correspond à des fermes.

#### Architecture
L'architecture de la commune est très reconnaissable. Outre les constructions nouvelles de la seconde moitié du XXe siècle et du XXIe siècle, la commune comprend majoritairement des constructions de la seconde moitié du XIXe siècle et de la première moitié du XXe siècle. Les bâtiments sont construits en briques rouges et les toitures sont de tuiles orangées.
Les fermes les plus anciennes comprennent le même style architectural et forment un carré avec une cour intérieure.

### Voies de communication et transports

#### Réseau routier
Le réseau routier de la commune correspond à sa taille. Elle ne compte que sept rues. Dans sa partie ouest, la route nationale 614 fait office de frontière avec les communes voisines (Tongres et Crisnée) et permet de rejoindre, en allant vers le sud, la route nationale 3, la route européenne 40, la route nationale 637, la route européenne 42 (à Saint-Georges-Sur-Meuse) et la Meuse (à Amay), sur une ligne droite (pour la section entre Herstappe et Saint-Georges-sur-Meuse); et en allant vers le nord, la route nationale 69 et le centre de Tongres. Une intersection avec la rue du Village permet de rejoindre Lowaige.

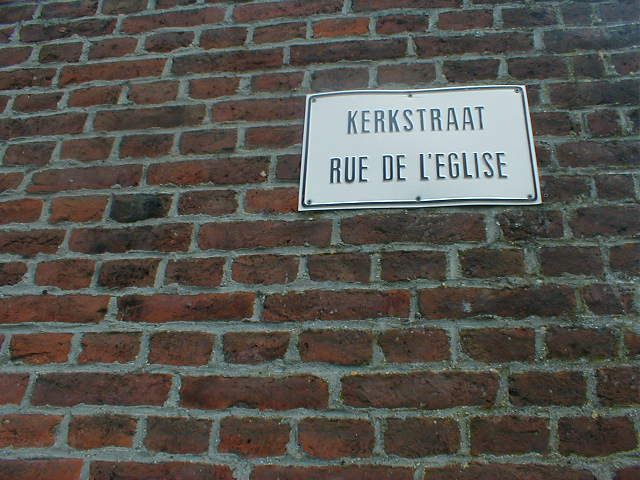
Le panneau signalant la rue de l'église écrit en français et en néerlandais car la commune est une commune à facilité linguistique.

La rue de Crisnée est une petite rue en sens unique rejoignant la rue du Village à la route nationale 614. La rue de l'Église, dont l'intersection avec la rue du Village se fait devant la poste et le poste de police, remonte vers le nord jusqu'à Russon. Luykerweg part à l'est jusqu'à Othée tandis que la Voie de Maastricht descend jusqu'à Crisnée. La rue Villers-l'Évêque permet de rejoindre Villers-Évêque.
Il y a 1,67 km de voiries régionales, ce qui correspond à la seule nationale traversant la commune. L'artère principale (rue du Village et rue Villers-l'Évêque) mesure 1,65 km de long. Les autres voiries communales sont longues de 2 km.

#### Réseau cyclable
Un point-nœud se situe au centre du village. C'est le no 549. Il permet de relier à vélo le point-nœud 556 à Lowaige, le point-nœud 118 à Russon et le point-nœud 58 à Odeur.

#### Réseau piétonnier
Il existe un petit chemin pédestre reliant les rues Villers-l'Évêque et de Crisnée. La commune est aménagée de trottoirs le long de l'artère principale.

#### Réseau de transports en commun
Il existe un terminus de bus au centre de la commune, sur la rue du Village, de la ligne 3 de De Lijn. Cette ligne permet de rejoindre le bas d'Heure-le-Tiexhe en passant par Lowaige, Koninksem, Tongres et Nerem.

## Histoire

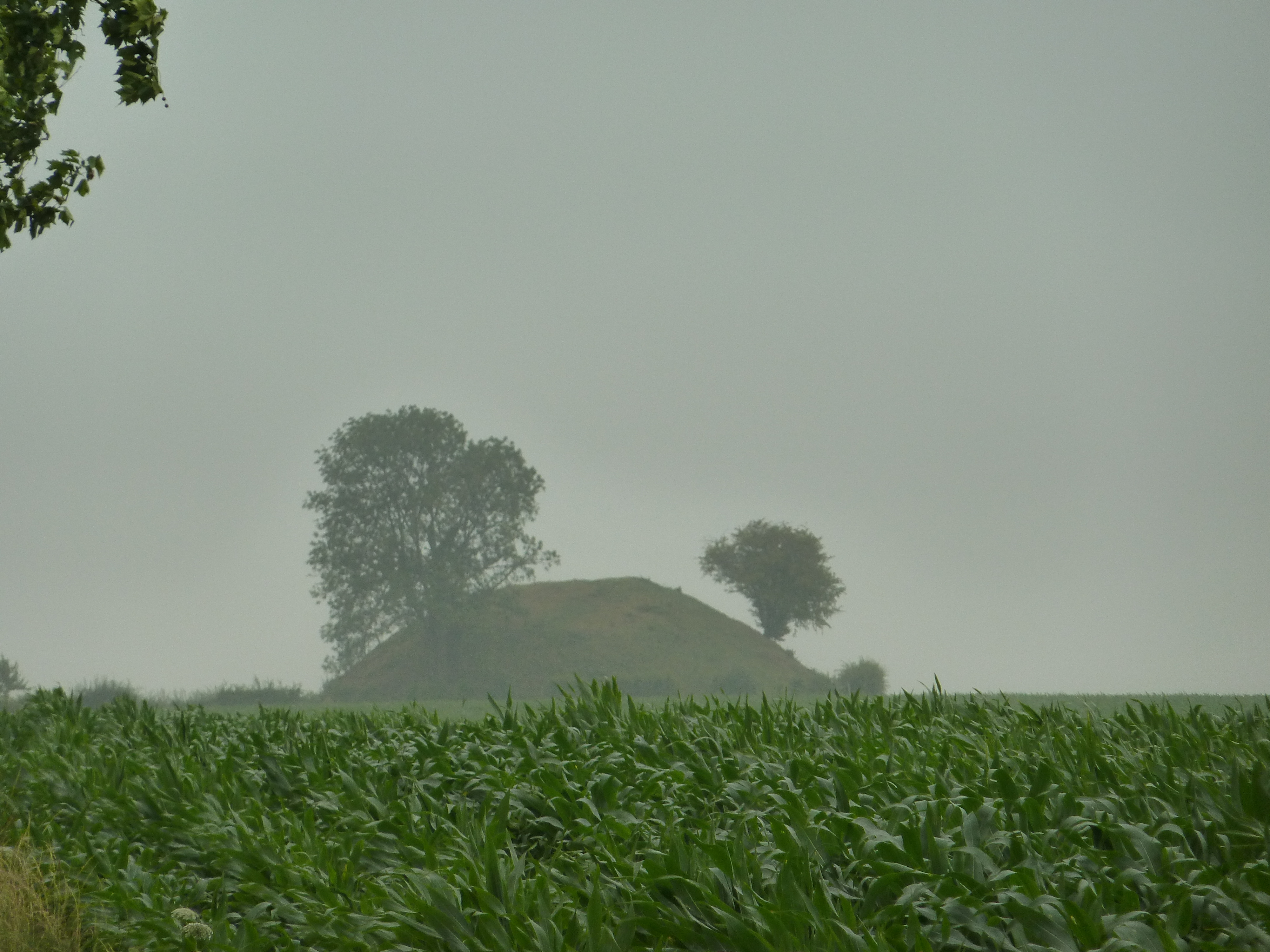
Le tumulus d'Herstappe.

Durant l'époque romaine, Tongres se munit de fortifications et un camp s'installe aux alentours. Ce camp est un castellum situé au centre des tumulus de Lamine, Fize, Oreye et Herstappe. Ce tumulus ne se situe pas sur le territoire de la commune mais porte son nom.
En 1611, c'est une histoire de sorcellerie qui se déroule à Crisnée. Gelette d'Odeur est dénoncée comme sorcière, c'est la veuve de Godfrin de Herstappe, seigneur herstappien.
Pendant l'occupation française, la commune faisait partie de la Meuse-Inférieure.
Lors des élections communales de 2012, Herstappe est la seule commune de Belgique où les électeurs ne sont pas consultés, une seule liste se présentant. Entre 1958 et 1994 également, les habitants n'avaient pas dû se rendre aux urnes, en l'absence de candidats d'opposition.
Lors des dernières élections, toujours sous liste unique, plusieurs habitants, le bourgmestre ainsi que les deux échevins de la commune se sont vu attribuer des lettres d'un corbeau essayant de discréditer la politique locale,.

## Héraldique et drapeau
|  | Blasonnement : D'or à une aigle de gueules aux ailes déployées. (Traduction libre) Source du blasonnement : Heraldy of the World. |

La commune possède des armoiries qui lui ont été octroyées le 12 mai 1992.  Herstappe a été mentionnée pour la première fois en 1143 comme un domaine appartenant à Liège. Ce domaine a été tenu par le chapitre de saint Jean l'évangéliste, l'aigle est le symbole de saint Jean l'évangéliste. L'administration du domaine a été fusionnée par le chapitre avec l'administration de Kemexhe. Le domaine employa dans les années 1505, 1516 et 1631 avec un sceau delle court de Kemexhe. Les sceaux ont finalement servi de base aux armoiries finales.

Drapeau de Herstappe.

Le drapeau d'Herstappe (nl) reprend l'aigle et les couleurs de l'héraldique. Le dessin sur le drapeau est néanmoins plus stylisé et les couleurs plus vives. Le drapeau est rectangulaire.

## Politique
La politique herstapienne est très spéciale car la commune est peu populeuse. La commune fait partie de l'arrondissement administratif de Tongres mais le poids de la commune dans ce canton est minime.
En 1962, la Chambre des Représentants approuva le projet de loi Gilson. Ce projet de loi incite à transférer des communes de la Flandre vers la Wallonie et inversément par rapport aux facilités linguistiques. C'est ainsi qu'Herstappe, village wallon, se retrouva en Flandre avec une facilité linguistique pour les francophones. C'est notamment à cause de cette facilité linguistique que le village n'a pas pu fusionner avec Tongres en 1977.
En 1982, le nombre de candidats sur les listes était égal au nombre de sièges. C'était la seule dans ce cas, avec la commune de Grâce-Hollogne qui a quand même dû aller aux bureaux de votes pour désigner un bourgmestre, à ne pas voter.
En 2012, il n'y a pas eu d'élection dans la commune, ce qui fait que les habitants, en 2018, n'avaient plus voté depuis 2006 et ce qui en a fait la seule commune de Belgique à ne pas avoir organisé d'élections. Cette année là, il n'y avait qu'une seule liste de sept candidats qui s'est présentée et comme la commune compte sept sièges, les élections n'ont pas eu lieu. En Wallonie, si un cas pareil se produit, la population vote quand même pour son bourgmestre ; en Flandre, ce n'est pas le cas et c'est le conseil des élus qui vote pour désigner le bourgmestre.
Lors des dernières élections, en 2018, elle est la première commune belge à connaître son nouveau bourgmestre. Cette rapidité est due au fait qu'il n'y ait qu'un seul bureau de vote, moins d'une centaine d'habitants et seulement deux listes. C'est le parti Gemeentebelangen qui remporta les élections avec 58,2% des voix contre la deuxième et seule autre liste, la Herstappe+, avec 41,8% des voix. Son nouveau bourgmestre est Léon Lowette.

## Démographie
En 2020, la population perd 4 habitants ce qui en fait la commune qui a le taux de décroissance le plus fort de Belgique avec 4,8% de population en moins. Cela est dû à sa petite population. Alors qu'en 2012, la population d'Herstappe a littéralement « explosé » avec la construction de nouvelles habitations, peu nombreuses mais assez pour que le taux de croissance soit impressionnant.
Le graphique suivant reprend sa population résidente au 1er janvier de chaque année.
- Source : DGS - Remarque: 1806 jusqu'à 1981=recensement; depuis 1990=nombre d'habitants chaque 1er janvier[16]

## Santé
La commune était, en avril 2021, la commune la plus contaminée de Belgique par le SARS-CoV-2, virus à l'origine de la pandémie de Covid-19. Cette haute contamination est due à sa population peu nombreuse. En effet, il n'y a que 79 habitants en 2021 dans la commune et au moins cinq personnes étaient contaminées, ce qui représentait environ 6% de la population soit 5 063 cas pour 100 000 habitants contre 570 cas pour Anvers ou 400 pour Liège. En comparaison, la deuxième commune la plus contaminée en termes de cas pour 100 000 habitants est la commune luxembourgeoise de Sainte-Ode, avec 1 380 cas pour 100 000 habitants.
Selon le bourgmestre de la commune, les contaminations au sein de la commune se sont produites dans des conditions intrafamiliales.

## Économie
Au 1er janvier 2018, concernant la classe d'âge des 15 - 64 ans, seulement 2 % de la commune était au chômage, ce qui en fait l'un des taux les plus bas de Belgique.
Le revenu moyen par habitant et par an était de 33 589 €/an.

## Tourisme
La commune compte un Bed & Breakfast. C'est le Haspenhoeve, situé rue du Village. Le bâtiment dans lequel se situe cette chambre d'hôte est une ancienne ferme carrée typiquement hesbignonne datant de 1782. Le portail de la ferme est de style Louis XVI tandis que les écuries de la fermes furent construites en 1832.

Vues de l'ancienne ferme
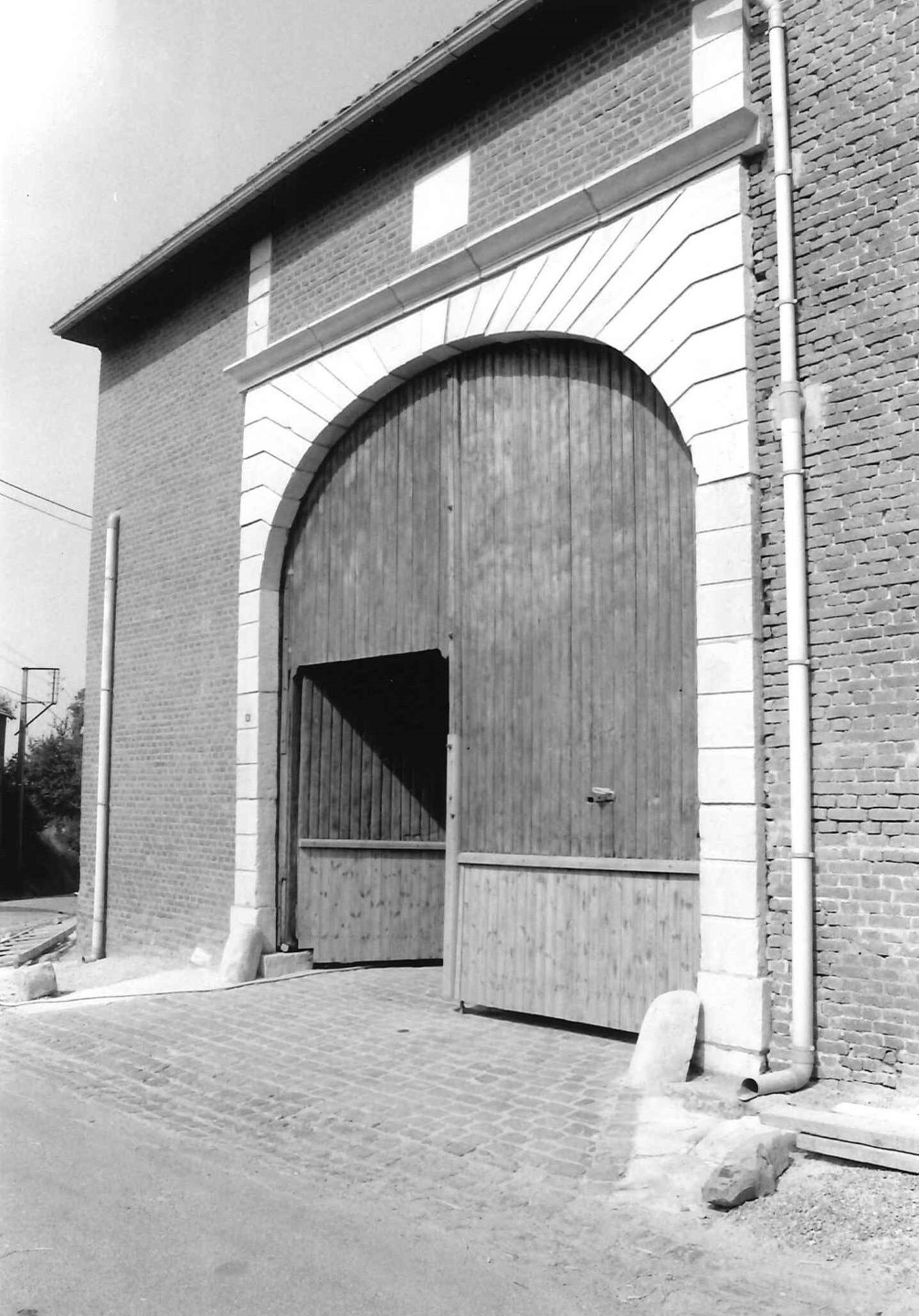
Portail de style Louis XVI.
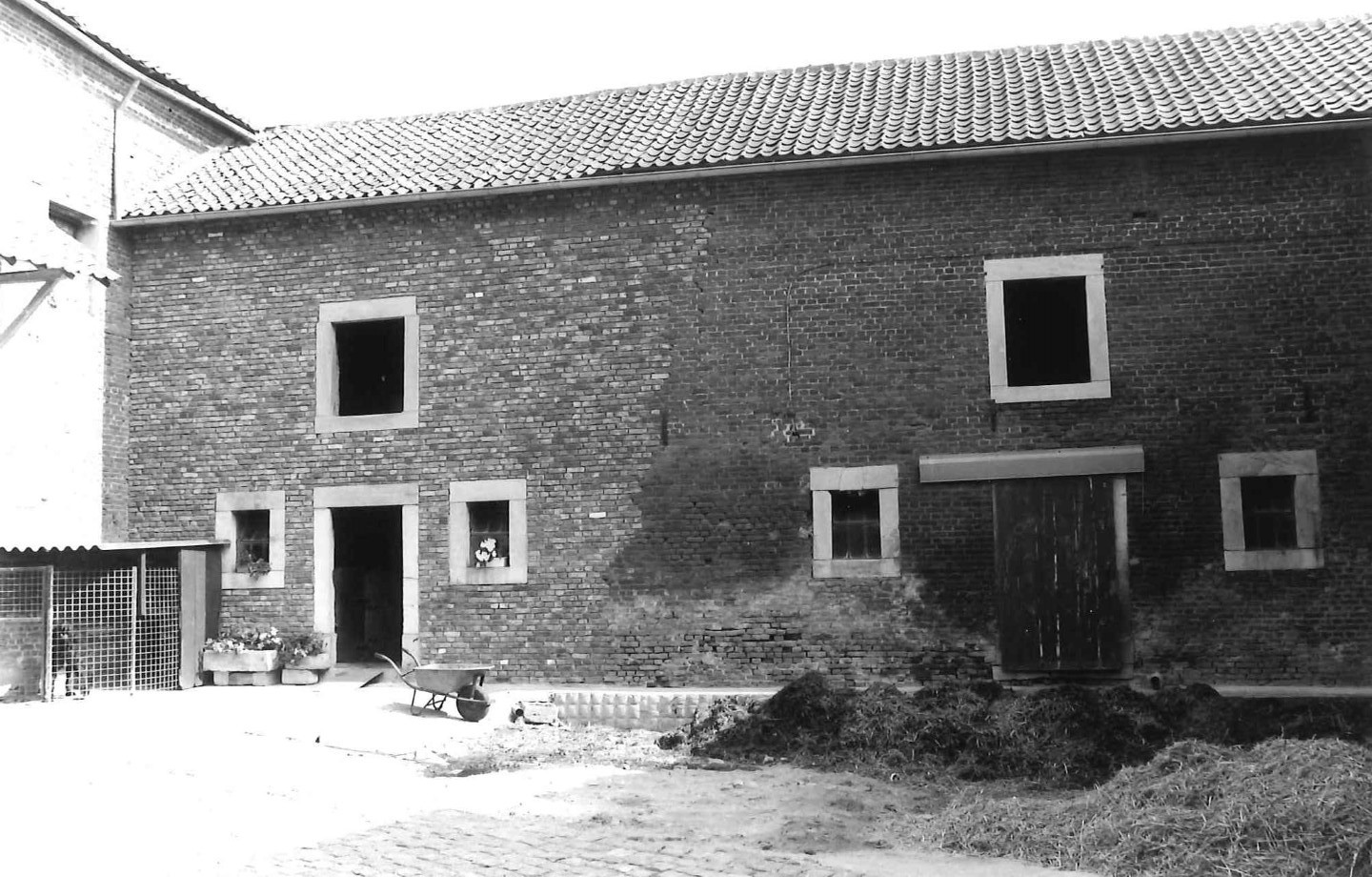
Cours intérieure.
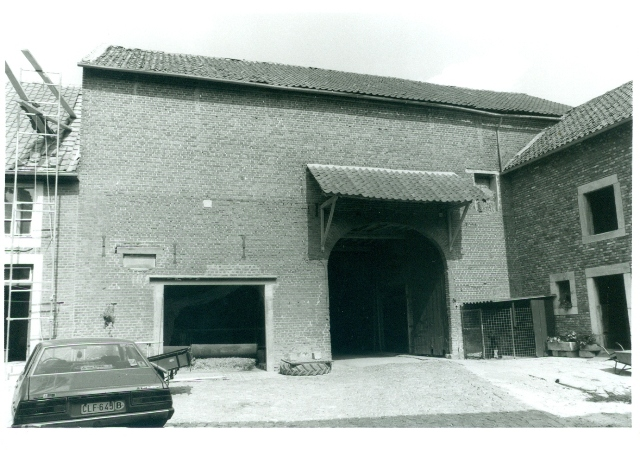
Portail depuis la cour intérieure.
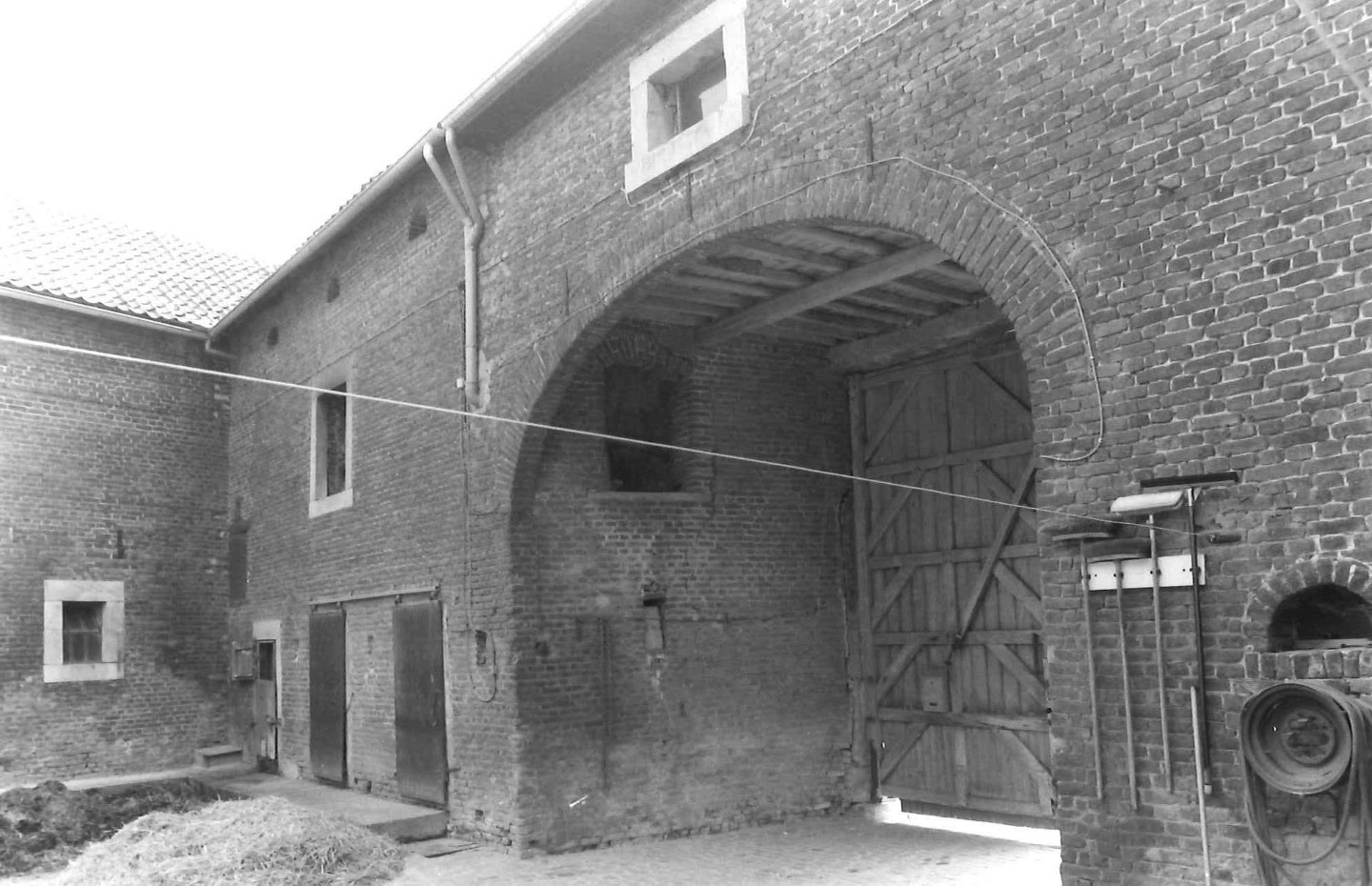
Portail depuis la cour intérieure.
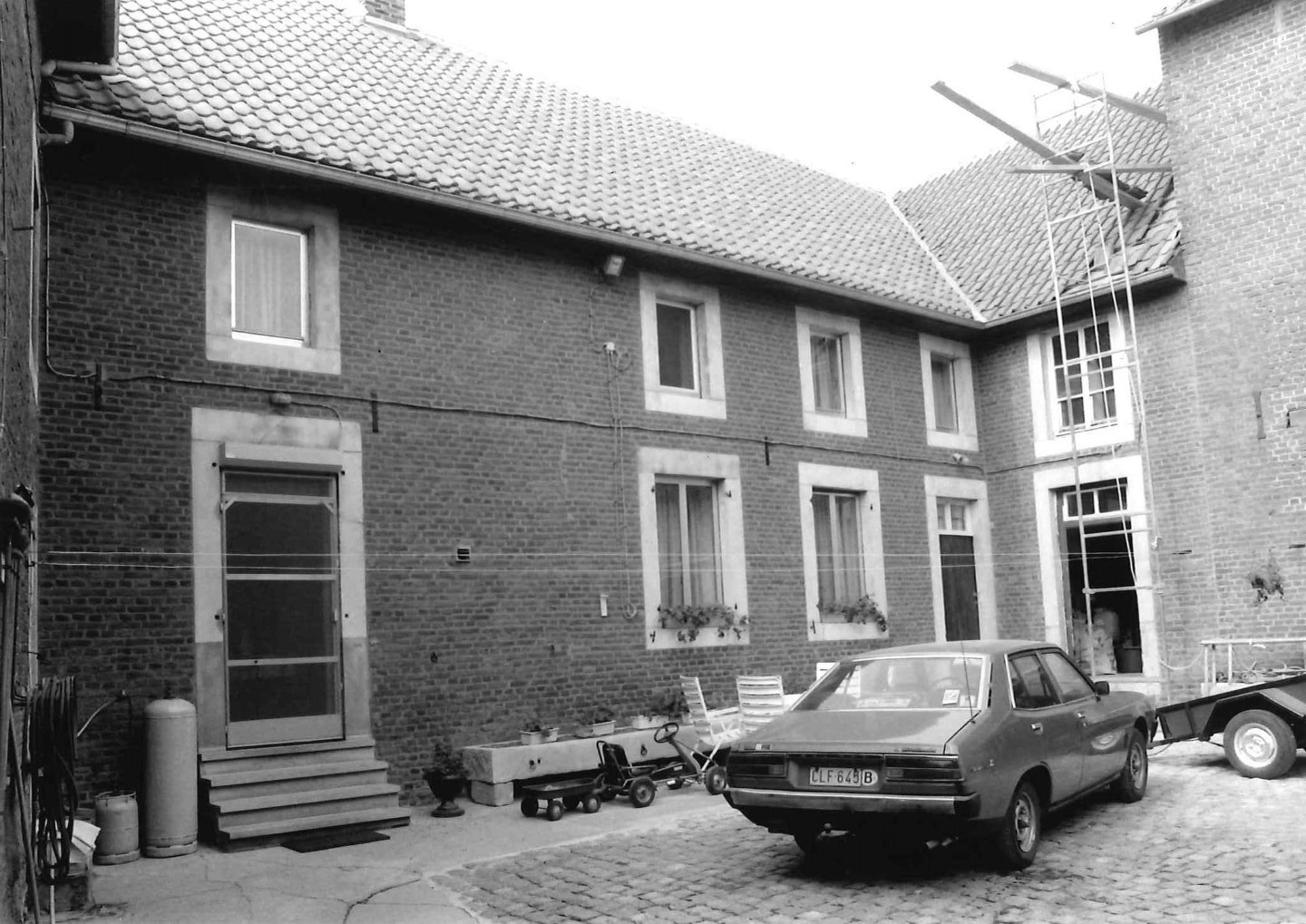
Bâtiments depuis la cour intérieure.

## Patrimoine

### L'église Saint-Jean-Baptiste

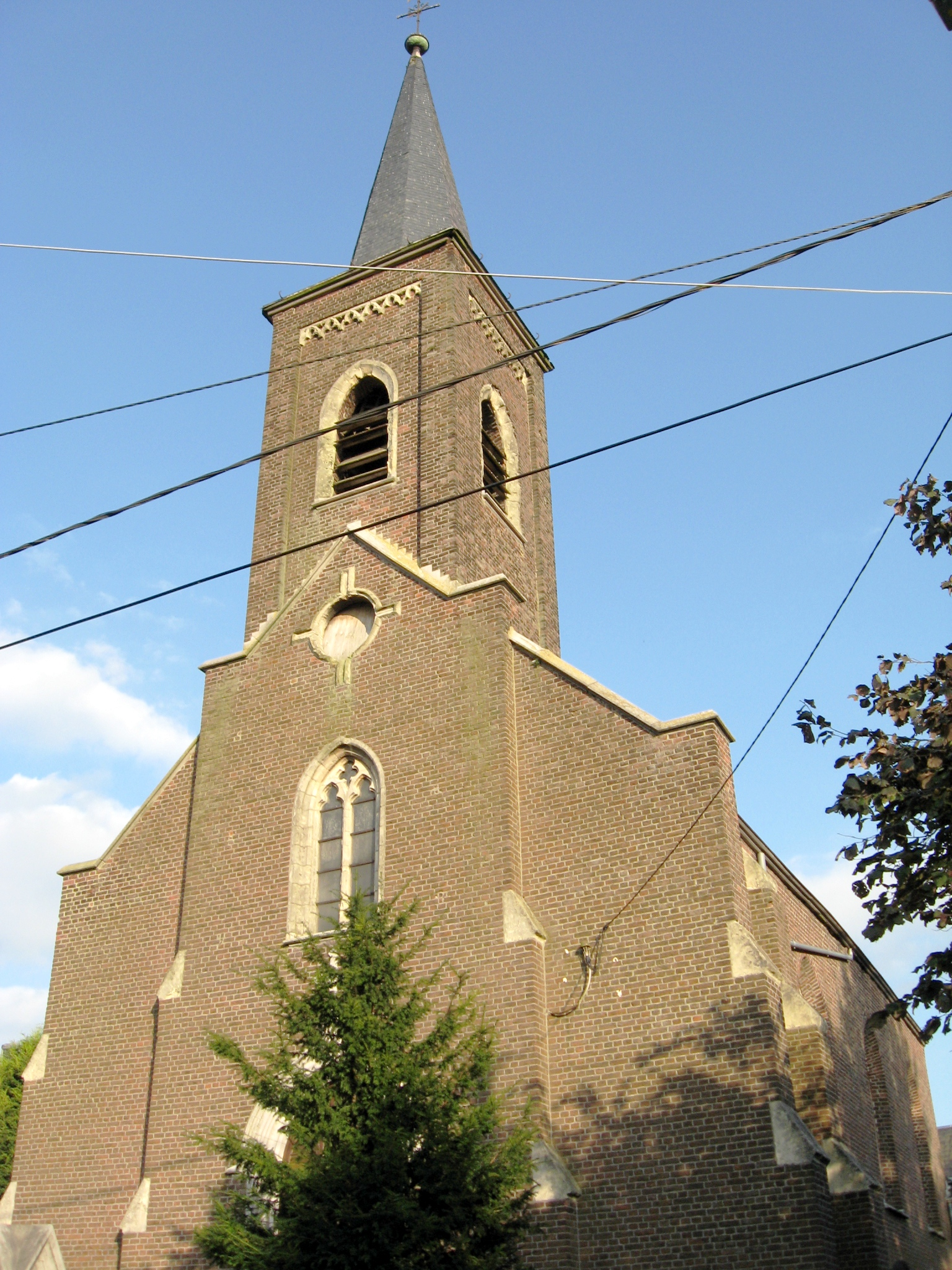
L'église Saint-Jean-Baptiste d'Herstappe.

L'église Saint-Jean-Baptiste d'Herstappe est une église de style néo-gothique. Elle est rarement ouverte car elle fut vandalisée dans le passé. Du fait de la facilité linguistique de la commune, la messe se donne un dimanche sur deux en français et l'autre dimanche en néerlandais.
Un vieux cimetière d'une quarantaine de tombes encercle l'église.
L'église ne possède qu'une nef et remplace l'église d'origine. En 1711, elle était en mauvais état et fut détruite en 1858-1859 pour être remplacée en 1869 par l'église actuelle.

### La maison du péage

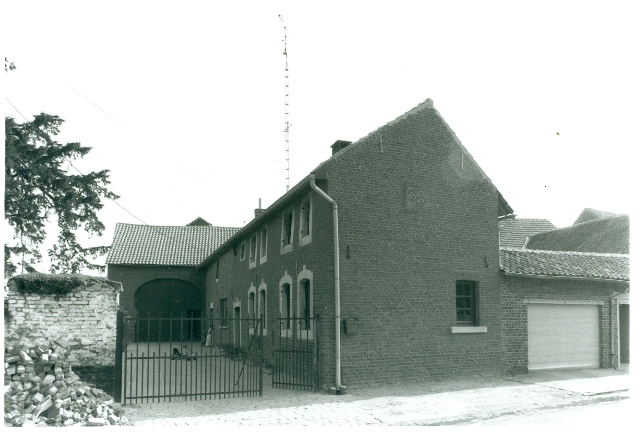
L'ancienne maison du péage reliant Liège à Looz.

La maison du péage fut construite en 1770 par Charles-Nicolas d'Oultremont, prince-évêque de Liège. Elle fut construite le long de la route reliant Liège à Looz et permettait, via le péage, d'entretenir la route.

### Faune et flore
Le faucon crécerelle est visible dans la commune, comme en témoigne une étude sur l'âge et le sexe du faucon crécerelle datant de 2008.